# Graham, North Carolina
Graham är en administrativ huvudort i Alamance County i North Carolina i USA. Staden hade 14 153 invånare enligt 2010 års officiella folkräkning. Ortnamnet hedrar William Alexander Graham som var North Carolinas guvernör 1845–1849.